# Maria Karpluk
Maria Karpluk (ur. 30 października 1925 w Brodach, zm. 2 stycznia 2016 w Głogoczowie) – polska profesor, językoznawczyni, polonistka i slawistka.

## Życiorys
Maria Karpluk była z pochodzenia kresowianką. Urodziła się w miasteczku Brody położonym na wschód od Lwowa. W miejscowości tej spędziła pierwsze lata życia. Chodziła tam też do szkoły. Zdołała ukończyć drugą klasę gimnazjum, kiedy rozpoczęła się II wojna światowa. Edukację gimnazjalną, przerwaną przez okupację, ukończyła dopiero po wojnie, zdając maturę w Kielcach w 1946. Po uzyskaniu świadectwa dojrzałości zdecydowała się na studia uniwersyteckie w dziedzinie filologii polskiej na Uniwersytecie Jagiellońskim w Krakowie. Z miastem tym pozostała związana do końca życia. W czasie studiów słuchała wykładów wybitnych polskich językoznawców i literaturoznawców, w tym Witolda Taszyckiego, Kazimierza Nitscha, Tadeusza Lehra-Spławińskiego, Zenona Klemensiewicza, Stanisława Pigonia, Jerzego Kuryłowicza i Jana Safarewicza. W czasie studiów brała udział w działalności Komisji Ustalania Nazw Miejscowych (na Ziemiach Odzyskanych). W 1949 znalazła etat w Pracowni Słownika Polszczyzny XVI wieku Instytutu Badań Literackich. Przez wiele lat była sekretarzem naukowym pisma Onomastica. Była też członkinią redakcji czasopisma Język Polski. Pod koniec życia przebywała w domu opieki w Głogoczowie. Zmarła w wieku dziewięćdziesięciu lat.

## Praca naukowa
W 1955 Maria Karpluk wydała monografię Polskie nazwy miejscowe od imion kobiecych, opartą na jej pracy magisterskiej. Doktorat uzyskała na podstawie rozprawy Słowiańskie imiona kobiece w 1961. 
Później stała się autorką Słownika staropolskiej terminologii chrześcijańskiej (2001) i współautorką Słownika polszczyzny XVI wieku. Opublikowała też około 250 innych prac. Zajmowała się przede wszystkim historią języka polskiego, wpływem języków słowiańskich na polszczyznę, językiem religijnym, imiennictwem i stylem poszczególnych staropolskich pisarzy, Jana z Szamotuł, Mikołaja Reja, Jana Kochanowskiego, Macieja Stryjkowskiego, Jana Cervusa z  Tucholi, Jana Jurkowskiego i anonimowego szesnastowiecznego tłumacza prac Erazma z Rotterdamu. Pisała też wspomnienia o polskich językoznawcach, w tym o jej mentorze Witoldzie Taszyckim. W pracy naukowej wykorzystywała wyniesioną ze swojej małej ojczyzny biegłą znajomość języka ukraińskiego. Nie ograniczała się jednak wyłącznie do języka dawnych epok. Omawiała też słownictwo najnowsze, opisując na przykład mechanizm powstania segmentu -gate oznaczającego we współczesnej polszczyźnie aferę, a wywodzącego się z angielskiej nazwy Watergate. Niektóre z prac naukowych Marii Karpluk są dostępne w Internecie.